# Tours Football Club 2010-2011

## Rosa
| N. |                      | Ruolo | Calciatore           |
| -- | -------------------- | ----- | -------------------- |
| 1  | Francia (bandiera)   | P     | Jérémy Sopalski      |
| 4  | Francia (bandiera)   | D     | Xavier Tomas         |
| 5  | Francia (bandiera)   | C     | Chahir Belghazouani  |
| 6  | Francia (bandiera)   | C     | Julien François      |
| 7  | Francia (bandiera)   | D     | Lionel Mallein       |
| 8  | Belgio (bandiera)    | C     | Gaëtan Englebert     |
| 9  | Francia (bandiera)   | C     | Gaëtan Belaud        |
| 10 | Argentina (bandiera) | C     | Diego Gómez          |
| 11 | Francia (bandiera)   | D     | Geoffrey Adjet       |
| 12 | Francia (bandiera)   | A     | Bryan Bergougnoux    |
| 14 | Tunisia (bandiera)   | A     | Mohamed Ali Ghariani |
| 15 | Francia (bandiera)   | C     | Geoffrey Doumeng     |
| 16 | Francia (bandiera)   | P     | Romain Salin         |

| N. |                           | Ruolo | Calciatore       |
| -- | ------------------------- | ----- | ---------------- |
| 17 | Rep. del Congo (bandiera) | D     | Francis N'Ganga  |
| 18 | Francia (bandiera)        | A     | Youssouf Touré   |
| 19 | Francia (bandiera)        | C     | Florent Gache    |
| 20 | Francia (bandiera)        | D     | Alexandre Dujeux |
| 21 | Tunisia (bandiera)        | D     | Karim Saidi      |
| 22 | Francia (bandiera)        | C     | Fatih Atık       |
| 24 | Francia (bandiera)        | C     | Clément Fabre    |
| 25 | Brasile (bandiera)        | D     | Júlio Santos     |
| 26 | Brasile (bandiera)        | A     | Abuda            |
| 27 | Haiti (bandiera)          | D     | Romain Genevois  |
| 28 | Francia (bandiera)        | C     | Julien Cétout    |